# Letní Letná

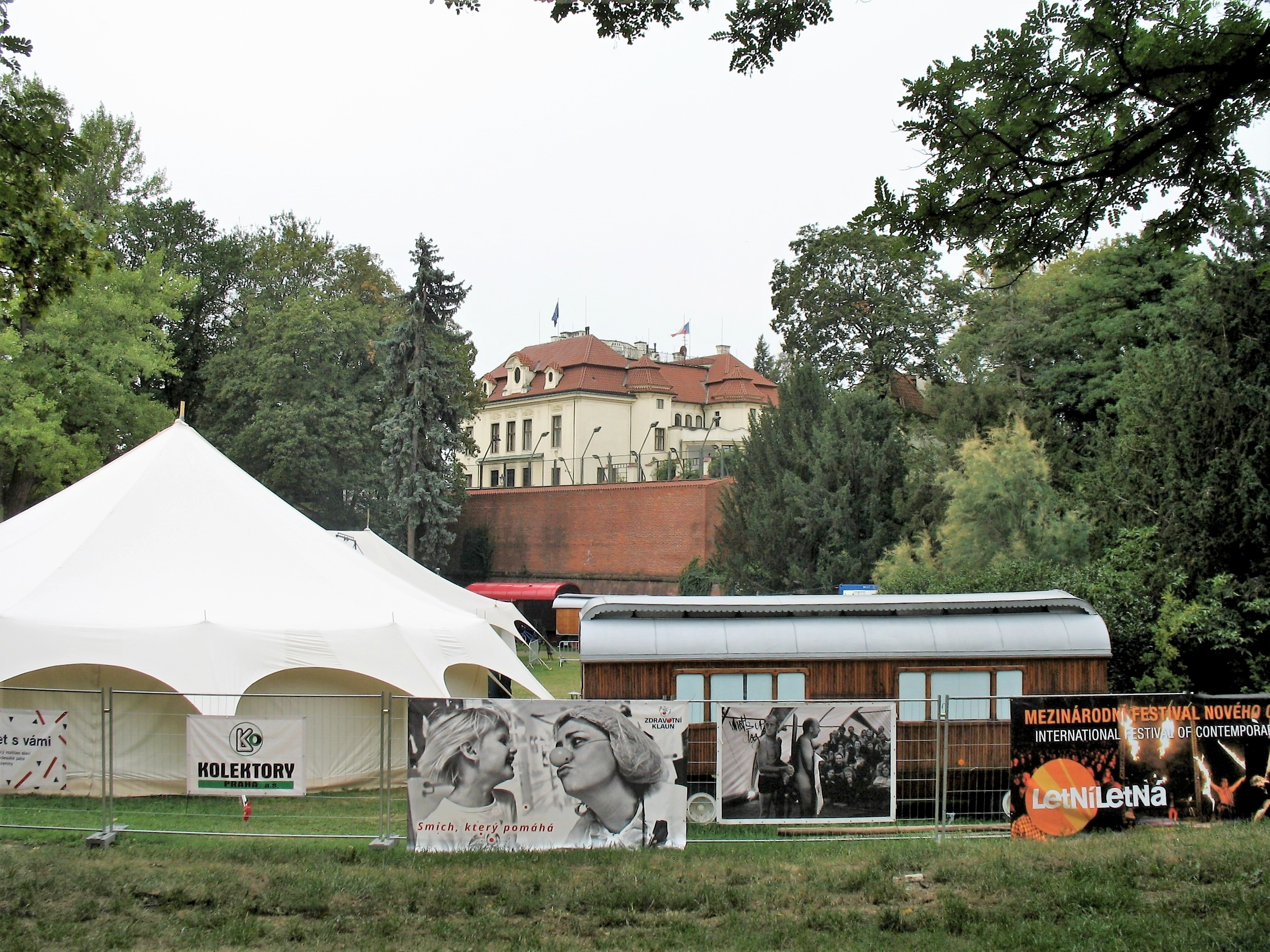
Stany a maringotky na Letné v srpnu 2018. V pozadí Kramářova vila

Letní Letná je mezinárodní festival nového cirkusu, divadla, hudby a vizuálního umění, který se koná od roku 2004 v Letenských sadech v Praze. Pořádá jej občanské sdružení Gaspard.

## Historie
Festivalu se zúčastňují soubory takzvaného Nového cirkusu z Evropy, Austrálie, Kanady, Mexika nebo Uruguaye. Roku 2004 se uskutečnilo 60 představení a koncertů, které navštívilo 6.300 diváků. Do roku 2017 festival uvedl celkem 1.477 představení s návštěvností přes 324 tisíc diváků. Programy jsou uváděny v premiéře.
V roce 2022 proběhl již 19. ročník festivalu. Nabídl 208 různých představení, která přilákala 60 000 návštěvníků. Součástí programu byly i workshopy, speciální dětská představení, výtvarné dílny a různé interaktivní instalace. Na festivalu vystoupili umělci z 18 zemí, hojně byla zastoupena i česká novocirkusová scéna.   
Lední Letná
Zimní odnož festivalu Lední Letná se koná od roku 2014 na Výstavišti Praha.